# NGC 814
NGC 814 est une petite galaxie lenticulaire située dans la constellation de la Baleine. NGC 814 a été découverte par l'astronome américain Ormond Stone en 1886.

## Caractéristiques
Sa vitesse par rapport au fond diffus cosmologique est de 1 376 ± 35 km/s, ce qui correspond à une distance de Hubble de 20,3 ± 1,5 Mpc (∼66,2 millions d'al).